# Microporella stenoporta
Microporella stenoporta is een mosdiertjessoort uit de familie van de Microporellidae.